# My Opera
My Opera — спільнота користувачів браузера Opera, що нарахувала понад 6 млн користувачів. Ця соціальна мережа надавала можливість вести блог, брати участь в обговореннях на форумах, публікувати фотографії та інше. Співробітники компанії проводили різноманітні заходи та конкурси серед користувачів, визначали «Користувача тижня» («Member of the Week»).

## Історія

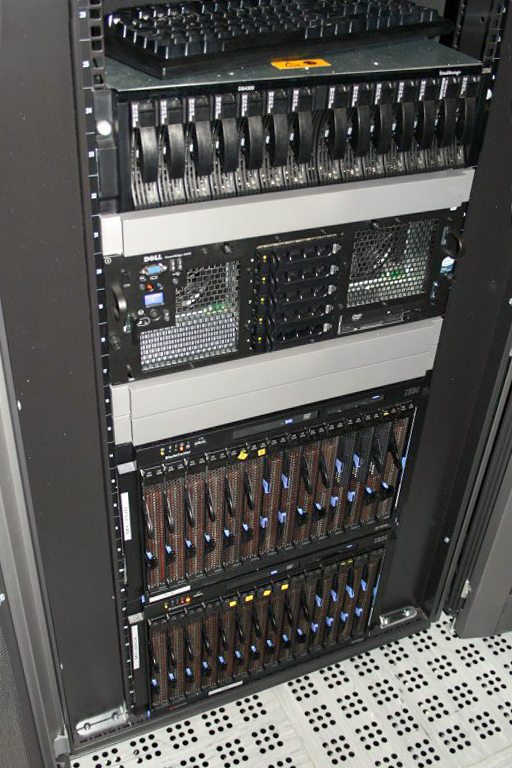
Сервер My Opera Community

Спільнота була створена в серпні 2001 року як сайт, де користувач Opera міг отримати відповідь на будь-яке питання, що стосується браузера. Перші оновлення сайту відбулися 11 вересня 2001 року та 15 грудня 2003 року. Додано нові можливості для користувачів.
У вересні 2005 року функціональність сайту значно зросла. З'явився фотоальбом, покращилися блоги, можливість створити свою групу та 300 МБ особистого простору. Поліпшення блогів було пов'язане з появою мобільних блогів та можливістю надсилати записи в блог за допомогою MMS.
2006 року відбулася заміна обладнання на сервері Opera Software і 26 жовтня почалося бета-тестування нового сайту.
8 березня 2007 року і 25 травня 2009 року проводилися оновлення, в ході яких було трохи змінено інтерфейс, функціональність і усунуті деякі баги.
12 серпня 2009 року відбулося велике оновлення спільноти. Головним нововведенням стала можливість інтеграції облікового запису з Twitter і Facebook.
19 липня 2010 року було оголошено про досягнення 5 мільйонів зареєстрованих користувачів.
31 жовтня 2013 року було оголошено про закриття сервісу, яке відбудеться 1 березня 2014 року. Користувачам запропоновано перенести свої блоги на альтернативні сервіси. MyOpera пошта також буде закрито. Найважливіші форуми будуть перенесені на ресурс blogs.opera.com, швидше за все це будуть теми не про Opera Presto..
18 грудня 2013 року у зв'язку зі швидким закриттям My Opera Йон фон Течнер, колишній співзасновник та CEO Opera Software, запустив альтернативний портал Vivaldi.net, призначений для міграції спільноти користувачів My Opera. Новий портал має аналогічну функціональність, включаючи поштовий сервіс, а також містить інструкції з перенесення даних з My Opera — файлів, блогів, фотоальбомів, поштової бази. На честь відкриття нового порталу Течнер опублікував відкритий лист користувачам (російськомовний переклад).

## Можливості
Кожен користувач отримував два ГБ особистого дискового простору, який розподілявся під блог, фотографії (.jpeg, .png і .gif), інші файли та групи. Спочатку сторінки користувачів іменувалися як Journal. У вересні 2005 року, поряд з іншими удосконаленнями, роботу цієї служби було переведено в режим «Blog».
Opera Software активно використовували спільноту для популяризації свого бренду. Багато блогів доносили офіційну позицію компанії, чому супроводжувала жорстка цензура: акаунт може бути заблокований за розміщення зображень порнографічного характеру, провокаційний контент або критику компанії. Деякі блоги були використані для інформування користувачів про роботу вебсервісів. Найпопулярнішим у спільноті був блог Opera Desktop Team Blog — анонси розроблюваних настільних версій браузера. Існував також розділ «Forum», основною темою якого був браузер Opera. Окрім того, кожен користувач міг створити свій форум. Всі форуми використовували мову розмітки BBCode.

### Додаткові послуги
За наявності облікового запису My Opera Community у користувача була можливість використовувати додаткові сервіси.

#### Opera Link
Сервіс Opera Link з'явився у жовтні 2007 року. За його допомогою користувач міг синхронізувати свої закладки, посилання Speed dial, нотатки, особисту панель, список пошукових систем, список введених адрес та паролі між комп'ютерами та мобільними телефонами. Доступ до елементів панелі швидкого запуску, закладок та нотаток користувач отримував безпосередньо через link.opera.com.

#### Opera Unite
Технологія Opera Unite з'явилася в червні 2009 року. З її допомогою з ланцюжка ПК — Сервер — ПК можна забрати Сервер і зробити пряме з'єднання ПК-ПК. Для запуску локального сервера Unite був потрібний обліковий запис My Opera.

#### Opera Web Mail
Компанія Opera Software пропонує безкоштовний поштовий хостинг @operamail.com, який, на відміну від Opera Link та Opera Unite, вимагає окремої реєстрації. Користувачеві надається три МБ вільного простору. Проект слабо розвивався і виявився малопопулярним. 30 квітня 2010 року після покупки австралійської поштової компанії FastMail оголошено про оновлення проекту. Була запланована інтеграція із соціальною мережею My Opera та браузером Opera (у тому числі Opera Mobile та Opera Mini), а також покращення поштового клієнта Opera Mail.
3 березня 2011 року реєстрацію нових користувачів operamail.com було закрито та розпочато процес перенесення бази користувачів на сервери FastMail.FM. 10 березня був відкритий доступ для користувачів Opera Web Mail на платформі FastMail.

#### irc.opera.com
Opera Software контролював приватну мережу irc.opera.com, в якій будь-який користувач може створити свій канал. Існували також і офіційні канали, пов'язані з обговоренням браузера:
- #opera — обговорення браузера Opera;
- #lounge — основний чат;
- #myopera — обговорення MyOpera;
- #operamini — обговорення Opera Mini ;
- #snapshot — обговорення тестових збірок браузера Opera[22] ;

## Субдомени
- Opera Widgets — сайт з віджетами для браузера Opera та Opera Mobile;
- Opera Labs — блог новин з нововведеннями в браузері Opera;
- dev.opera.com[23] — сайт зі статтями для розробників;
- Opera Portal — стартова сторінка за замовчуванням браузера Opera з пошуковою системою та стрічками новин.